# Jesuli
Jesús Antonio Mora Nieto, plus connu comme Jesuli, né le 24 janvier 1978 à Séville (Andalousie, Espagne) est un footballeur espagnol qui jouait au poste de milieu de terrain. 

## Biographie
Formé dans les catégories inférieures du Séville FC, Jesuli débute en équipe première à la fin de la saison 1996-1997. Il rejoint définitivement l'équipe première de Séville lors de la saison 1999-2000, qui se termine avec la relégation du club sévillan en D2.
En 2000, il est recruté par le Celta de Vigo où il passe les meilleures années de sa carrière.
En 2000, Jesuli fait partie de l'équipe d'Espagne qui remporte la médaille d'argent aux Jeux olympiques. Il ne joue toutefois aucun match lors du tournoi olympique.
En 2004, le Celta descend en Division 2 et Jesuli retourne au Séville FC, où il joue peu. Il est ensuite prêté à la Real Sociedad en 2007, puis au CD Tenerife en 2008.
Jesuli dispute un total de 184 matchs en première division espagnole, inscrivant 28 buts. Il réalise sa meilleure performance lors de la saison 2001-2002, où il marque neuf buts en championnat. 
Au sein des compétitions continentales européennes, il dispute huit matchs en Ligue des champions (deux buts), et 26 en Coupe de l'UEFA (deux buts également). Il dispute avec le Celta les quarts de finale de la Coupe de l'UEFA en 2001, face au FC Barcelone. En revanche, il ne joue pas les finales de 2006 et 2007 remportées par l'équipe de Séville.

## Palmarès
| Séville FC \| - Coupe d'Espagne (2) : - Vainqueur : 2006-07. - Coupe de l'UEFA (2) : - Vainqueur : 2005-06 et 2006-07. \| |  | Espagne olympique - Jeux Olympiques : - Argent : 2000. |
| - Coupe d'Espagne (2) : - Vainqueur : 2006-07. - Coupe de l'UEFA (2) : - Vainqueur : 2005-06 et 2006-07.                  |  |                                                        |